# Björn van den Ende
Björn van den Ende (Naarden, 10 gennaio 1986) è un canottiere olandese.

## Biografia
È cugino di Timothee Heijbrock, anche lui canottiere di caratura internazionale.
Ha rappresentato i Paesi Bassi ai Giochi olimpici estivi di Rio de Janeiro 2016 nel quattro senza pesi leggeri, dove si è piazzato 11º con Joris Pijs, Tim Heijbrock e Jort van Gennep.
Ai mondiali di Ottensheim 2019 ha vinto l'argento nel otto, con Simon van Dorp, Ruben Knab, Jasper Tissen, Maarten Hurkmans, Bram Schwarz, Mechiel Versluis, Robert Lücken e Aranka Kops.
Ha fatto la sua seconda apparizione olimpica a Tokyo 2020 nell'otto, classificandosi quinto con Simon van Dorp, Ruben Knab, Jasper Tissen, Maarten Hurkmans, Bram Schwarz, Mechiel Versluis, Robert Lücken e Eline Berger.

## Palmarès
- Mondiali

Ottensheim 2019: argento nell'otto;
- Europei

Račice 2017: bronzo nell'otto;
Lucerna 2019: bronzo nell'otto;
Poznań 2020: bronzo nell'otto;
Varese 2021: bronzo nell'otto;